# Tetrationato
El anión tetrationato, S
4O2−
6, es un oxianión de azufre derivado del  ácido tetratiónico, H2S4O6. Dos de los átomos de azufre presentes en el ion se encuentran en estado de oxidación 0 y los otros dos en estado de oxidación (V).  El compuesto puede considerarse como el aducto resultante de la unión de S22-  a dos moléculas de trióxido de azufre, (SO3). El tetrationato es uno de los politionatos, una familia de aniones con la fórmula [Sn(SO3)2] 2− . 

## Formación
El tetrationato es un producto de la oxidación del tiosulfato, S
2O2−
3 , por yodo, (I2) :
{\displaystyle {\ce {2S2O3^2- + I2 -> S4O6^2- +2I^-}}}

## Estructura
La estructura del tetrationato se puede visualizar siguiendo los tres bordes de un cuboide rectangular, como se muestra en el siguiente diagrama. La estructura que se muestra es la configuración del S
4O2−
6 en compuestos como BaS4O6·2H2O y Na2S4O6·2H2O. Los ángulos diédricos S – S – S – S que se acercan a 90 ° son bastante comunes en los polisulfuros .

## Compuestos
Los compuestos  más comunes que contienen el anión tetrationato incluyen el tetrationato de sodio, Na2S4O 6, tetrationato de potasio, K 2S4O6 y tetrationato de bario dihidrato, BaS 4O 6·2H 2O.

## Propiedades
Al igual que otros compuestos de azufre en estado de oxidación intermedio, como el tiosulfato, el tetrationato puede ser responsable de la corrosión por picadura del acero al carbono y del acero inoxidable .
También se ha descubierto que el tetrationato sirve como aceptor terminal de electrones para Salmonella enterica serotipo Typhimurium, mientras que el tiosulfato, existente en el intestino delgado de los mamíferos, se oxida por especies reactivas de oxígeno liberadas por el sistema inmunológico (principalmente superóxido producido por NADPH oxidasa ) para formar tetrationato lo que favorece el crecimiento de la bacteria.